# SpongeBob SquarePants: Legend of the Lost Spatula
SpongeBob SquarePants: Legend of the Lost Spatula (br:Bob Esponja Calça Quadrada: A Lenda da Espátula Perdida) é uma plataforma de ação jogo de vídeo desenvolvido pela Vicarious Visions e publicado pela THQ para o console portátil de videogame Game Boy Color. O jogo foi lançado nos Estados Unidos em 14 de março de 2001, e na Europa em 04 de maio de 2001. Ele é o primeiro jogo de vídeo a ser baseado na série animada de televisão americana, Bob Esponja. A história do jogo centra em Bob Esponja Calça Quadrada, uma esponja do mar que vive na cidade submarina de Bikini Bottom(br: Fenda do Bikini) e trabalha para o Sr. Siriguejo como mestre-cuca do restaurante fast food Krusty Krab. Bob Esponja está destinado a se tornar o maior mestre-cuca do oceano, e deve embarcar em uma busca para recuperar a Espátula de Netuno do Flying Dutchman (br: Holandês Voador), um pirata fantasma. O jogo apresenta uma jogabilidade ao estilo de plataformas, assim como interagir com muitos personagens da série de televisão. Este é o único jogo de Bob Esponja com gráficos 8-bit e o único jogo do personagem no Game Boy Color. A sequência, Super Sponge foi lançado em novembro de 2001 para o PlayStation e Game Boy Advance.

## Jogabilidade
O jogador controla Bob Esponja, que deve explorar toda a Fenda do Bikini, cujas áreas são as ruas da cidade, um parque de diversao, um deserto, uma selva e a Lagoa Goo para recuperar a Espátula Dourada de Netuno do Holandês Voador. Se Bob Esponja for atingido sem o uniforme de monitor de classe (caso o jogador tenha conseguido com a Sra. Puff ou abrindo baús em certas partes do jogo), ele perde suas calças, ficando apenas de cueca. Se ele também perder a cueca, ele perde uma vida.

## Recepção
O jogo recebeu críticas em sua maioria mistas e medíocres. Frank Provo, da GameSpot disse: "Alguém poderia argumentar que SpongeBob SquarePants: Legend of the Lost Spatula é voltado para o público mais jovem da série de TV, o que explicaria jogabilidade e falta de variedade simplificada do jogo. No entanto, enquanto o enredo é cativante e os personagens, sem dúvida, agrada aos fãs da série, não há nenhuma evidência para sugerir que as crianças realmente gostam de jogar um jogo como este, muito menos adultos". Frank Provo criticou o jogo pela sua "jogabilidade simplificada" e "falta de variedade", mas deu louvor aos gráficos, dizendo que o jogo, "pelo menos, parece decente". Jon Griffith da IGN elogiou o jogo como uma "plataforma decente", com "grandes níveis, múltiplos objetivos, e personagens divertidos" mas criticou-o por seu sistema de salvamento de passwords, design de nível confuso, e dificuldade em certos aspectos do jogo.